# Hugo Duro
Hugo Duro Perales (ur. 10 listopada 1999 w Getafe) – hiszpański piłkarz grający na pozycji napastnika w Valencii.

## Kariera klubowa
Jest wychowankiem Getafe CF. W latach 2020–2021 grał w Realu Madryt. Debiut w La Liga zaliczył 17 marca 2018 r. w meczu przeciwko Realowi Sociedad.

## Statystyki kariery

### Klubowe
(aktualne na dzień 12 maja 2024)
| Klub               | Sezon              | Liga               | Liga  | Liga   | Puchar kraju | Puchar kraju | Europa | Europa | Inne  | Inne   | Suma  | Suma   |
| Klub               | Sezon              | Liga               | Mecze | Bramki | Mecze        | Bramki       | Mecze  | Bramki | Mecze | Bramki | Mecze | Bramki |
| ------------------ | ------------------ | ------------------ | ----- | ------ | ------------ | ------------ | ------ | ------ | ----- | ------ | ----- | ------ |
| Getafe B           | 2017/18            | Tercera División   | 24    | 9      | —            | —            | —      | —      | —     | —      | 24    | 9      |
| Getafe B           | 2018/19            | Tercera División   | 22    | 12     | —            | —            | —      | —      | 2     | 2      | 24    | 14     |
| Getafe B           | 2019/20            | Segunda División B | 23    | 11     | —            | —            | —      | —      | —     | —      | 23    | 11     |
| Getafe B           | Łącznie            | Łącznie            | 69    | 32     | 6            | 0            | 0      | 0      | 2     | 2      | 71    | 34     |
| Getafe             | 2017/18            | Primera División   | 2     | 0      | 1            | 0            | —      | —      | —     | —      | 3     | 0      |
| Getafe             | 2018/19            | Primera División   | 11    | 0      | 3            | 0            | —      | —      | —     | —      | 14    | 0      |
| Getafe             | 2019/20            | Primera División   | 12    | 1      | 1            | 0            | 2      | 0      | —     | —      | 15    | 1      |
| Getafe             | 2021/22            | Primera División   | 1     | 0      | 0            | 0            | —      | —      | —     | —      | 1     | 0      |
| Getafe             | Łącznie            | Łącznie            | 26    | 1      | 5            | 0            | 2      | 0      | 0     | 0      | 33    | 1      |
| Real Madryt B      | 2020/21            | Segunda División B | 19    | 12     | —            | —            | —      | —      | 1     | 0      | 20    | 12     |
| Real Madryt        | 2020/21            | Primera División   | 2     | 0      | 0            | 0            | 1      | 0      | 0     | 0      | 3     | 0      |
| Valencia           | 2021/22            | Primera División   | 30    | 7      | 6            | 3            | —      | —      | —     | —      | 36    | 10     |
| Valencia           | 2022/23            | Primera División   | 30    | 1      | 3            | 1            | —      | —      | 1     | 0      | 34    | 2      |
| Valencia           | 2023/24            | Primera División   | 35    | 13     | 2            | 0            | —      | —      | —     | —      | 37    | 13     |
| Valencia           | Łącznie            | Łącznie            | 65    | 14     | 5            | 1            | —      | —      | 1     | 0      | 71    | 15     |
| Łącznie w karierze | Łącznie w karierze | Łącznie w karierze | 211   | 66     | 16           | 4            | 3      | 0      | 4     | 2      | 234   | 72     |